# 张永敏
张永敏（1932年—），男，浙江宁波人，中国有机化学家，曾任杭州大学化学系系主任、教授，中国化学会理事。